# Yeveli, Mesudiye
Yeveli là một xã thuộc huyện Mesudiye, tỉnh Ordu, Thổ Nhĩ Kỳ. Dân số thời điểm năm 2010 là 81 người.